# Jacob Hopkins
Jacob Turner Hopkins (nacido el 4 de marzo de 2002) es un actor estadounidense que prestó su voz a Gumball Watterson en la serie animada The Amazing World of Gumball de 2014 a 2017.

## Primeros años
Hopkins nació como Jacob Turner Hopkins el 4 de marzo de 2002 en San Francisco, California, hijo de los actores Gerald y Debra (de soltera Spagnoli) Hopkins. Tiene un hermano mayor llamado Gerad (nacido en 1998) que es músico, cantante y compositor.

## Carrera
Hopkins es conocido por interpretar el papel de Alexander Drew en True Blood, Chad Kremp en Los Goldberg, y por ser la voz de Gumball en The Amazing World of Gumball, después de reemplazar a Logan Grove en la temporada 3. Durante la temporada 5, Hopkins fue reemplazado en el nuevo papel de Gumball por Nicolas Cantu, ya que la voz de Hopkins había cambiado debido a la pubertad. A partir de 2021, hizo su debut en el anime como Fushi de To Your Eternity, mientras que también prestó su voz a Shun Kamiya de Tribe Nine.
Hasta la fecha, actualmente presta su voz en doblajes en inglés para Funimation, Bang Zoom!, Studiopolis y Sound Cadence Studios.

## Vida personal
Hopkins ha sido un embajador famoso de The Jonathan Foundation, una organización que brinda asistencia en el sistema de educación de necesidades especiales en Northridge, California, desde 2013.

## Filmografía
| Año  | Título                                    | Papel                             | Notas                                                                        |
| ---- | ----------------------------------------- | --------------------------------- | ---------------------------------------------------------------------------- |
| 2007 | The Minis                                 | Brian                             |                                                                              |
| 2010 | How I Met Your Mother                     | Billy                             | Episodio: "The Wedding Bride"                                                |
| 2011 | Priest                                    | Boy                               |                                                                              |
| 2011 | Just a Little Heart Attack                | Boy                               | Cortometraje                                                                 |
| 2011 | RCVR                                      | Bobby                             | 6 episodios                                                                  |
| 2012 | Supermoms                                 | Jake                              |                                                                              |
| 2012 | True Blood                                | Alexander Drew                    | 3 episodios                                                                  |
| 2012 | Animal Practice                           | Connor                            | Episodio: "Clean-Smelling Pirate"                                            |
| 2013 | Missing at 17                             | Andrew                            | Película de televisión                                                       |
| 2013 | Welcome to Elmore                         | Gumball Watterson                 | Promocional                                                                  |
| 2013 | Los Goldberg                              | Chad Kremp                        | Recurrente (temporadas 1–3, 6–7); invitado (temporadas 4–5, 8); 21 episodios |
| 2014 | About a Boy                               | Eddie                             | Episodio: "About a Vasectomy"                                                |
| 2014 | The Amazing World of Gumball              | Gumball Watterson, Chi Chi        | 92 episodios                                                                 |
| 2015 | Bob Esponja: Un héroe fuera del agua      | Voces adicionales                 |                                                                              |
| 2015 | Inside Out                                | Voces adicionales                 |                                                                              |
| 2015 | Game Shakers                              | Landru                            | Episodio: "Trip Steals the Jet"                                              |
| 2015 | The boy who cried Fish!                   | Adam                              | Cortometraje                                                                 |
| 2016 | Agent Gumball                             | Gumball Watterson                 | Videojuego                                                                   |
| 2016 | Middle School: The Worst Years of My Life | Miller                            |                                                                              |
| 2016 | The Loud House                            | Andrew                            | Episodios: "Lincoln Loud Girl Guru/Come Sale Away"                           |
| 2017 | The Nerd Posse                            | Kingston Night                    | Película de televisión                                                       |
| 2018 | Planeman                                  | Planeman/Jacob                    | Cortometraje                                                                 |
| 2019 | We Bare Bears                             | Boot Crew Drew, voces adicionales | Episodio: "Baby Orphan Ninja Bears"                                          |
| 2020 | DreamWorks Dragons: Rescue Riders         | Axel Finke                        |                                                                              |
| 2021 | Carolina's Calling                        | Zack                              |                                                                              |
| 2021 | Kuroko no Basket                          | Voces adicionales                 | Doblaje en inglés                                                            |
| 2021 | To Your Eternity                          | Fushi                             | Doblaje en inglés                                                            |
| 2021 | El vampiro vive muriendo                  | Bateador                          | Doblaje en inglés                                                            |
| 2021 | Uramichi Oniisan                          | Matahiko Nekota                   | Doblaje en inglés                                                            |
| 2022 | Tribe Nine                                | Shun Kamiya                       | Doblaje en inglés                                                            |
| 2022 | Komi-san wa, Komyushō desu.               | Makoto Katai                      | Doblaje en inglés                                                            |
| 2022 | The Prince of Tennis                      | Shuichiro Oishi                   | Doblaje en inglés                                                            |
| 2022 | Boruto: Naruto Next Generations           | Code                              | Doblaje en inglés                                                            |
| 2025 | Ao no Hako                                | Ryosuke Nishida                   | Doblaje en inglés                                                            |